# Міхейлешть-Попешть
Міхейлешть-Попешть, Міхейлешті-Попешті (рум. Mihăilești-Popești) — село у повіті Олт в Румунії. Адміністративно підпорядковане місту Скорнічешть.
Село розташоване на відстані 123 км на захід від Бухареста, 18 км на північний схід від Слатіни, 62 км на схід від Крайови.

## Населення
За даними перепису населення 2002 року у селі проживали 387 осіб, усі — румуни. Усі жителі села рідною мовою назвали румунську.